# 青莲水
青莲水，位于中华人民共和国广东省清远市阳山县境内，是连江左岸支流，发源于阳山县北部与湖南省交界处的石坑崆（海拔1902米），蜿蜒西南流经秤架瑶族乡和岭背镇，于青莲镇汇入连江。河长85千米，河道平均比降5.28‰，流域面积1221平方千米。青莲镇至岭背镇长25千米的河段在丰水期可通航20吨吨位的船只。